# Pietre d'inciampo a Torino

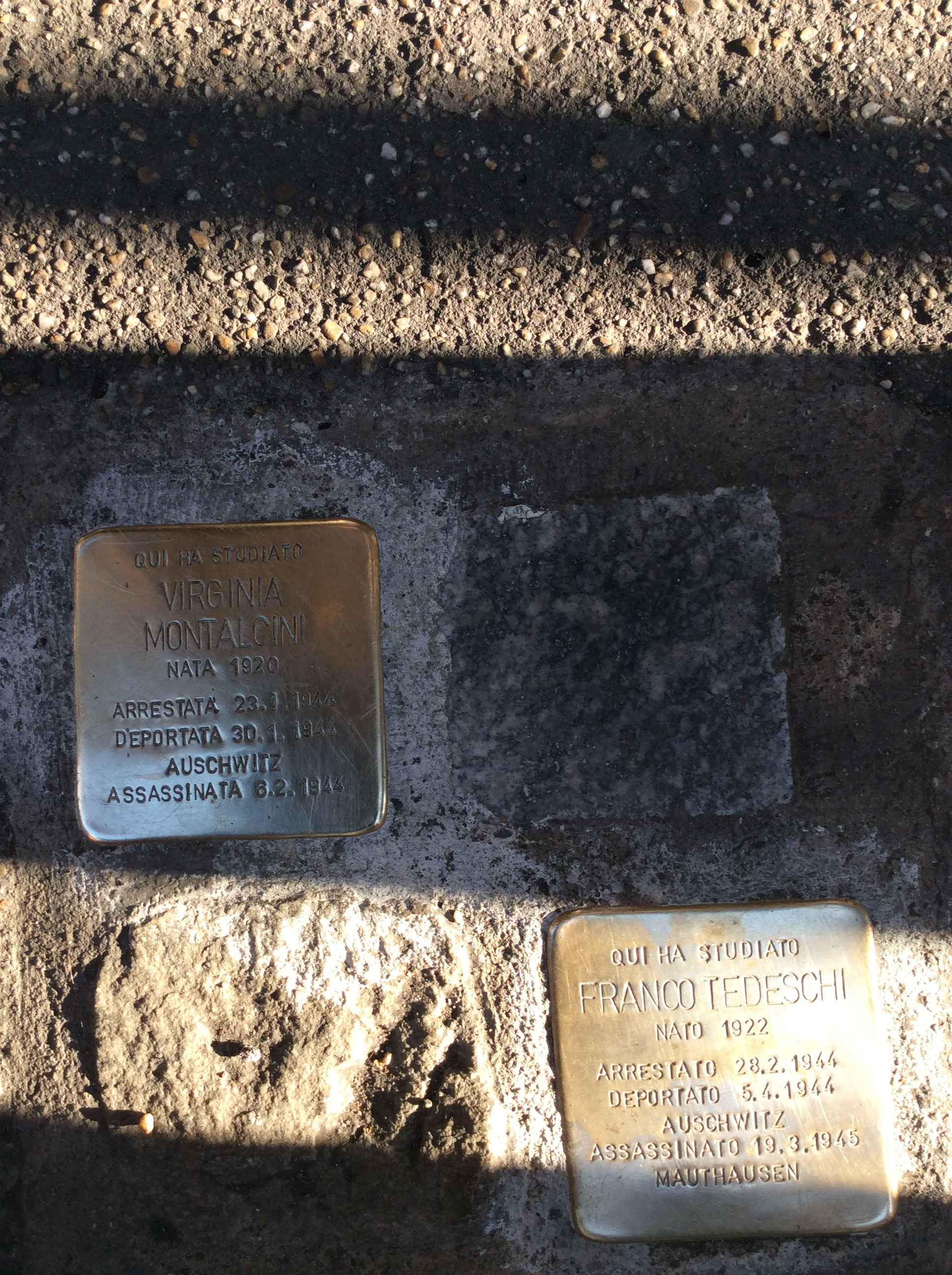
Pietre d'inciampo a Torino

La lista delle pietre d'inciampo nella città di Torino ricorda il destino delle vittime dello sterminio nazista, qualunque sia stato il motivo della persecuzione: religione, razza, idee politiche, orientamenti sessuali. Tali pose sono il frutto di un'iniziativa di Gunter Demnig, promossa anche da alcune associazioni e gruppi promotrici:
- Museo diffuso della Resistenza
- Comunità ebraica di Torino
- Goethe-Institut a Torino
- Associazione nazionale ex deportati politici nei campi nazisti (ANED), sezione di Torino
- in collaborazione con l'Istituto piemontese per la storia della Resistenza e della società contemporanea "Giorgio Agosti"

## Posizione delle pietre d'inciampo
Torino accoglie 159 pietre d'inciampo, la prima delle quali è stata posata l'11 gennaio 2015.
| Pietra d'inciampo | Pietra d'inciampo                                                                                   | Pietra d'inciampo | Pietra d'inciampo | Note biografiche |
| Data di posa      | Luogo di posa                                                                                       | Stolpersteine     | Incisione | Note biografiche |
| ----------------- | --------------------------------------------------------------------------------------------------- | ----------------- | --- | --- |
| 10 gennaio 2015   | Via Carlo Alberto 22 45°03′56.49″N 7°41′02.74″E                                                     |                   | QUI ABITAVA FILIPPO ACCIARINI NATO 1888 ARRESTATO 9.3.1944 DEPORTATO 1944 MAUTHAUSEN ASSASSINATO 2.3.1945                                         | Filippo Acciarini - (Sellano, 5 marzo 1888 - Mauthausen, 2 marzo 1945) |
| 10 gennaio 2015   | Via Vicenza 23 45°05′07.89″N 7°39′52.02″E                                                           |                   | QUI ABITAVA GELINDO AUGUSTI NATO 1904 ARRESTATO 4.3.1944 DEPORTATO 1944 MAUTHAUSEN ASSASSINATO 16.3.1945                                          | Gelindo Augusti - (Cavarzere, 24 giugno 1904 - Mauthausen, 16 marzo 1945) |
| 10 gennaio 2015   | Via Duchessa Jolanda 21 45°04′28.73″N 7°39′35.42″E                                                  |                   | QUI ABITAVA DONATO GIORGIO LEVI NATO 1896 ARRESTATO 18.2.1944 DEPORTATO 1944 AUSCHWITZ ASSASSINATO MAGGIO 1945 MAUTHAUSEN                         | Donato Giorgio Levi - (Torino, 16 luglio 1896 - Mauthausen, maggio 1945) |
| 10 gennaio 2015   | Corso Svizzera 33 45°04′44.48″N 7°38′58.62″E                                                        |                   | QUI ABITAVA CORRADO LOLLI NATO 1895 ARRESTATO 6.6.1944 DEPORTATO 1944 AUSCHWITZ ASSASSINATO 6.8.1944                                              | Corrado Lolli - (Torino, 30 luglio 1895 - Auschwitz, 6 agosto 1944) |
| 10 gennaio 2015   | Via Giacinto Collegno 45 45°04′27.65″N 7°39′35.65″E                                                 |                   | QUI ABITAVA ENZO LOLLI NATO 1894 ARRESTATO 6.6.1944 DEPORTATO 1944 AUSCHWITZ ASSASSINATO 6.8.1944                                                 | Enzo Lolli - (Chiari, 24 febbraio 1894 - Auschwitz, 6 agosto 1944) |
| 10 gennaio 2015   | Corso San Maurizio 8 45°04′15.54″N 7°41′33.98″E                                                     |                   | QUI ABITAVA TERESIO FASCIOLO NATO 1925 ARRESTATO MARZO 1944 DEPORTATO 1944 MAUTHAUSEN ASSASSINATO 30.5.1944                                       | Teresio Fasciolo - (Torino, 9 ottobre 1925 - Wien-Schwechat, 6 agosto 1944) |
| 10 gennaio 2015   | Via Gioberti 69 45°03′24.67″N 7°40′15.02″E                                                          |                   | QUI ABITAVA ALFONSO OGLIARO NATO 1897 ARRESTATO MARZO 1944 DEPORTATO 1944 MAUTHAUSEN ASSASSINATO 20.2.1945 GUSEN                                  | Alfonso Ogliaro - (Biella, 30 maggio 1897 - Gusen, 20 febbraio 1945) |
| 10 gennaio 2015   | Corso Regio Parco 35 45°04′42.1″N 7°41′49.75″E                                                      |                   | QUI ABITAVA LUCIO PERNACI NATO 1900 ARRESTATO MARZO 1944 DEPORTATO 1944 MAUTHAUSEN MORTO 27.6.1944                                                | Lucio Pernaci - (Caltanissetta, 16 gennaio 1900 - Gusen, 27 giugno 1944) |
| 10 gennaio 2015   | Corso Casale 10 45°03′48.19″N 7°41′58.39″E                                                          |                   | QUI ABITAVA LUIGI PORCELLANA NATO 1909 ARRESTATO NOV. 1943 DEPORTATO 1944 MAUTHAUSEN ASSASSINATO 15.11.1944 HARTHEIM                              | Luigi Porcellana - (Torino, 15 marzo 1898 - Hartheim, 16 marzo 1945) |
| 10 gennaio 2015   | Via Aurelio Saffi 13 45°04′28.53″N 7°39′07.21″E                                                     |                   | QUI ABITAVA LIDIA PUCCI TEDESCHI NATA 1925 ARRESTATA 27.10.1943 DEPORTATA 1943 AUSCHWITZ MORTA 27.1.1945                                          | Lidia Pucci Tedeschi - (Torino, 29 gennaio 1925 - Auschwitz, 27 gennaio 1945) |
| 10 gennaio 2015   | Via Aurelio Saffi 13 45°04′28.53″N 7°39′07.21″E                                                     |                   | QUI ABITAVA ROSETTA RIMINI NATA 1891 ARRESTATA 27.10.1943 DEPORTATA 1943 AUSCHWITZ ASSASSINATA DIC. 1943                                          | Rosetta Rimini - (Venezia, 9 agosto 1891 - Auschwitz, 11 dicembre 1943) |
| 11 gennaio 2015   | Via Fratelli Carle 6 45°03′09.01″N 7°39′45.89″E                                                     |                   | QUI ABITAVA ALESSANDRO LEVI NATO 1901 ARRESTATO 18.2.1944 DEPORTATO 1944 AUSCHWITZ ASSASSINATO 1945                                               | Alessandro Levi - (Torino, 12 ottobre 1901 - Auschwitz, 18 gennaio 1945) |
| 11 gennaio 2015   | Via Fratelli Carle 6 45°03′09.01″N 7°39′45.89″E                                                     |                   | QUI ABITAVA LUCIANA LEVI NATA 1926 ARRESTATA 15.2.1944 DEPORTATA 1944 AUSCHWITZ ASSASSINATA GEN. 1945                                             | Luciana Levi - (Torino, 6 febbraio 1926 - Auschwitz, ?? gennaio 1945) |
| 11 gennaio 2015   | Via Fratelli Carle 6 45°03′09.01″N 7°39′45.89″E                                                     |                   | QUI ABITAVA SERGIO LEVI NATO 1930 ARRESTATO 15.2.1944 DEPORTATO 1944 AUSCHWITZ ASSASSINATO 18.1.1945 FLOSSENBÜRG                                  | Sergio Levi - (Torino, 3 febbraio 1930 - Flossenbǖrg, dopo 26 gennaio 1945) |
| 11 gennaio 2015   | Via Fratelli Carle 6 45°03′09.01″N 7°39′45.89″E                                                     |                   | QUI ABITAVA GERMANA GARDA IN LEVI NATA 1904 ARRESTATA 18.2.1944 DEPORTATA 1944 AUSCHWITZ ASSASSINATA                                              | Germana Garda in Levi - (Nizza, 10 marzo 1904 - Auschwitz, ????) |
| 11 gennaio 2015   | Corso Massimo d'Azeglio 12 45°03′27.07″N 7°41′10.59″E                                               |                   | QUI ABITAVA ELEONORA LEVI NATA 1884 ARRESTATA 8.3.1944 DEPORTATA 1944 AUSCHWITZ ASSASSINATA 10.4.1944                                             | Eleonora Levi - (Torino, 23 febbraio 1884 - Auschwitz, 10 aprile 1944) |
| 11 gennaio 2015   | Via Principe Tommaso 42 45°03′15.79″N 7°40′45.54″E                                                  |                   | QUI ABITAVA EUGENIO NIZZA NATO 1886 ARRESTATO 20.6.1944 DEPORTATO 1944 AUSCHWITZ ASSASSINATO AGOSTO 1944                                          | Eugenio Nizza - (Torino, 14 gennaio 1886 - Auschwitz, ????) |
| 11 gennaio 2015   | Corso Marconi 38/40 45°03′17.58″N 7°41′00.56″E                                                      |                   | QUI ABITAVA GINO ROSSI NATO 1884 ARRESTATO DEPORTATO 1944 AUSCHWITZ ASSASSINATO 6.8.1944                                                          | Gino Rossi - (Torino, 18 agosto 1884 - Auschwitz, 6 agosto 1944) |
| 11 gennaio 2015   | Via Avogadro 19 45°04′10.77″N 7°40′17.87″E                                                          |                   | QUI ABITAVA MARIANNA SACERDOTE NATA 1874 ARRESTATA 28.2.1944 DEPORTATA 1944 AUSCHWITZ ASSASSINATA 10.4.1944                                       | Marianna Sacerdote - (Torino, 8 gennaio 1874 - Auschwitz, 10 aprile 1944) |
| 11 gennaio 2015   | Via Principe Tommaso 18 45°03′29.03″N 7°40′54.3″E                                                   |                   | QUI ABITAVA ALBERTO SEGRE NATO 1925 ARRESTATO 3.12.1943 DEPORTATO 1944 MAUTHAUSEN ASSASSINATO 2.4.1945                                            | Alberto Segre - (Torino, 24 novembre 1925 - Mauthausen, 2 aprile 1945) |
| 11 gennaio 2015   | Via Principe Tommaso 18 45°03′29.03″N 7°40′54.3″E                                                   |                   | QUI ABITAVA SALVATORE SEGRE NATO 1897 ARRESTATO 3.12.1943 DEPORTATO 1944 MAUTHAUSEN ASSASSINATO 5.5.1945 EBENSEE                                  | Salvatore Segre - (Asti, 31 ottobre 1897 - Ebensee, 5 maggio 1945) |
| 11 gennaio 2015   | Via Campana 18 bis 45°03′16.73″N 7°40′47.68″E                                                       |                   | QUI ABITAVA RENATO TREVES NATO 1923 ARRESTATO 9.12.1943 DEPORTATO 1944 MAUTHAUSEN ASSASSINATO 12.4.1945 GUSEN                                     | Renato Treves - (Alessandria, 12 luglio 1923 - Gusen, 12 aprile 1945) |
| 11 gennaio 2015   | Via Campana 18 bis 45°03′16.73″N 7°40′47.68″E                                                       |                   | QUI ABITAVA LUCIANO TREVES NATO 1920 ARRESTATO 9.12.1943 DEPORTATO 1944 MAUTHAUSEN ASSASSINATO 5.5.1945 MELK                                      | Luciano Treves - (Napoli, 28 settembre 1920 - Melk, 25 aprile 1945). |
| 11 gennaio 2015   | Via Po, 25 45°04′07.05″N 7°41′23.21″E                                                               |                   | QUI ABITAVA MICHELE VALABREGA NATO 1885 ARRESTATO 5.12.1943 DEPORTATO 1944 AUSCHWITZ ASSASSINATO 26.2.1944                                        | Michele Valabrega - (Torino, 10 febbraio 1885 - Auschwitz, 26 febbraio 1944) |
| 11 gennaio 2015   | Via Po, 25 45°04′07.05″N 7°41′23.21″E                                                               |                   | QUI ABITAVA MARIA IRENE ROSCETTI IN VALABREGA NATA 1892 ARRESTATA 5.12.1943 DEPORTATA 1944 AUSCHWITZ ASSASSINATA 26.2.1944                        | Maria Irene Roscetti in Valabrega - (Torino, 12 maggio 1892 - Auschwitz, 26 febbraio 1944) |
| 11 gennaio 2015   | Via Po, 25 45°04′07.05″N 7°41′23.21″E                                                               |                   | QUI ABITAVA STELLA VALABREGA NATA 1923 ARRESTATA 5.12.1943 DEPORTATA 1944 AUSCHWITZ SOPRAVVISSUTA                                                 | Stella Valabrega - (Torino, 12 maggio 1892 - Chivasso, 9 ottobre 1978) |
| 11 gennaio 2015   | Corso Cairoli 32 45°03′32.93″N 7°41′27.23″E                                                         |                   | QUI ABITAVA LINA ZARGANI NATA 1892 ARRESTATA 20.9.1943 DEPORTATA 1943 AUSCHWITZ ASSASSINATA DIC. 1943                                             | Lina Letizia Zargani - (Livorno, 26 maggio 1892 - Auschwitz, ????) |
| 14 gennaio 2016   | Piazza Castello, 161 45°04′17.71″N 7°41′04.7″E                                                      |                   | QUI ABITAVA BENVENUTO COLOMBO NATO 1882 ARRESTATO 27.10.1943 DEPORTATO 6.12.1943 AUSCHWITZ ASSASSINATO 11.12.1943                                 | Benvenuto Colombo - (Fossano, 5 agosto 1882 - Auschwitz, 11 dicembre 1943) |
| 14 gennaio 2016   | Piazza Castello, 161 45°04′17.71″N 7°41′04.7″E                                                      |                   | QUI ABITAVA MARIO COLOMBO NATO 1914 ARRESTATO 27.10.1943 DEPORTATO 6.12.1943 AUSCHWITZ ASSASSINATO 30.3.1944                                      | Mario Colombo - (Torino, 5 aprile 1914 - Auschwitz, 30 marzo 1944) |
| 14 gennaio 2016   | Piazza Castello, 161 45°04′17.71″N 7°41′04.7″E                                                      |                   | QUI ABITAVA ENRICO COLOMBO NATO 1880 ARRESTATO 27.10.1943 DEPORTATO 6.12.1943 AUSCHWITZ ASSASSINATO 11.12.1943                                    | Enrico Colombo - (Fossano, 5 gennaio 1880 - Auschwitz, 11 dicembre 1943) |
| 14 gennaio 2016   | Via Cosseria 1 45°03′26.2″N 7°41′42.67″E                                                            |                   | QUI ABITAVA GINA DELLA SETA NATA 1894 ARRESTATA 20.4.1944 DEPORTATA 16.5.1944 AUSCHWITZ ASSASSINATA 23.5.1944                                     | Gina Della Seta - (Castel Gandolfo, 3 settembre 1894 - Auschwitz, 23 maggio 1944) |
| 14 gennaio 2016   | Via Cosseria 1 45°03′26.2″N 7°41′42.67″E                                                            |                   | QUI ABITAVA JACOPO FRANCO NATO 1884 ARRESTATO 20.4.1944 DEPORTATO 16.5.1944 AUSCHWITZ ASSASSINATO 23.5.1944                                       | Jacopo Franco - (Verona, 9 giugno 1884 - Auschwitz, 23 maggio 1944) |
| 14 gennaio 2016   | Via Mazzini 12 45°03′46.32″N 7°41′01.91″E                                                           |                   | QUI ABITAVA GIUSEPPE DAVIDE DIENA NATO 1883 ARRESTATO 29.8.1944 DEPORTATO 14.12.1944 FLOSSENBÜRG ASSASSINATO 2.3.1945 JANINAGRUBE                 | Giuseppe Davide Diena - (Carmagnols, 16 dicembre 1883 - Flossenbǖrg, 2 marzo 1945) |
| 14 gennaio 2016   | Via Fontanesi 38 45°04′25.24″N 7°42′33.4″E                                                          |                   | QUI ABITAVA ITALO MOMIGLIANO NATO 1899 ARRESTATO 14.9.1944 DEPORTATO 14.12.1944 FLOSSENBÜRG ASSASSINATO 3.5.1945 BERGEN-BELSEN                    | Italo Momigliano - (Torino, 12 dicembre 1899 - Bergen-Belsen, maggio 1945) |
| 14 gennaio 2016   | Strada comunale di Bertolla, 9B 45°06′03.84″N 7°44′27.09″E                                          |                   | QUI ABITAVA LUIGI NADA NATO 1910 ARRESTATO 13.3.1944 DEPORTATO 20.3.1944 MAUTHAUSEN ASSASSINATO 10.4.1944 GUSEN                                   | Luigi Nada - (Torino, 8 giugno 1910 - Gusen, 10 aprile 1944) |
| 14 gennaio 2016   | Via Gramsci 10 45°03′52.38″N 7°40′50.78″E                                                           |                   | QUI ABITAVA FELICINO OTTOLENGHI NATO 1911 ARRESTATO 4.10.1943 DEPORTATO 6.12.1943 AUSCHWITZ ASSASSINATO                                           | Felicino Ottolenghi - (Verona, 1 giugno 1911 - Auschwitz, dopo dic. 1944) |
| 14 gennaio 2016   | Piazza Carlo Emanuele II, 15 45°03′56.93″N 7°41′21.95″E                                             |                   | QUI ABITAVA SILVIO SEGRE NATO 1904 ARRESTATO 27.10.1943 DEPORTATO 6.12.1943 AUSCHWITZ ASSASSINATO 15.3.1945 DACHAU                                | Silvio Segre - (Settimo Torinese, 5 settembre 1904 - Dachau, 15 marzo 1945) |
| 14 gennaio 2016   | Via San Francesco da Paola 15 45°03′56.94″N 7°41′13.98″E                                            |                   | QUI ABITAVA GIACOMO TEDESCHI NATO 1892 ARRESTATO 25.2.1944 DEPORTATO 5.4.1944 AUSCHWITZ ASSASSINATO                                               | Giacomo Tedeschi - (Torino, 12 luglio 1892 - ????, ????) |
| 14 gennaio 2016   | Corso Massimo d'Azeglio 23 45°02′51.21″N 7°40′47.28″E                                               |                   | QUI ABITAVA ERNESTO VALABREGA NATO 1901 ARRESTATO 24.3.1944 DEPORTATO 5.4.1944 AUSCHWITZ ASSASSINATO 31.10.1944 KAUFERING IV                      | Ernesto Valabrega - (Torino, 21 gennaio 1901 - Kaufering IV, 31 ottobre 1944) |
| 15 gennaio 2016   | Via Legnano 28 45°03′40.92″N 7°40′07.6″E                                                            |                   | QUI ABITAVA ARDUINO CREMISI NATO 1876 ARRESTATO 26.10.1944 DEPORTATO 14.12.1944 FLOSSENBÜRG ASSASSINATO 14.1.1945                                 | Arduino Cremisi - (Pisa, 25 novembre 1876 - Flossenbǖrg, 14 gennaio 1945,) |
| 15 gennaio 2016   | Via Campana 24 45°03′15.39″N 7°40′52.68″E                                                           |                   | QUI ABITAVA GIACOMO DE BENEDETTI NATO 1900 ARRESTATO 20.12.1943 DEPORTATO 30.1.1944 AUSCHWITZ ASSASSINATO 31.1.1945 JANINAGRUBE                   | Giacomo De Benedetti - (Acqui Terme, 19 luglio 1900 - Janinagrube, 31 gennaio 1945). |
| 15 gennaio 2016   | Via Ormea 40 45°03′20.34″N 7°40′58.4″E                                                              |                   | QUI ABITAVA DONATO FOA NATO 1876 ARRESTATO 9.8.1944 DEPORTATO 24.10.1944 AUSCHWITZ ASSASSINATO 28.10.1944                                         | Donato Foa - (Casale Monferrato, 6 novembre 1876 - Auschwitz, 28 ottobre 1944) |
| 15 gennaio 2016   | Via Ormea 40 45°03′20.34″N 7°40′58.4″E                                                              |                   | QUI ABITAVA GUIDO FOA NATO 1920 ARRESTATO 9.8.1944 DEPORTATO 24.10.1944 AUSCHWITZ ASSASSINATO                                                     | Guido Foa - (Torino, 18 novembre 1920 - ????, dopo il 22 gennaio 1945) |
| 15 gennaio 2016   | Via Ormea 40 45°03′20.34″N 7°40′58.4″E                                                              |                   | QUI ABITAVA ELENA RECANATI FOA NAPOLITANO NATA 1922 ARRESTATA 9.8.1944 DEPORTATA 24.10.1944 AUSCHWITZ LIBERATA                                    | Elena Recanati Foa Napolitano - (Torino, 12 marzo 1922 - Torino, 13 luglio 1983) |
| 15 gennaio 2016   | Corso Arimondi 11 45°03′36.59″N 7°39′47.67″E                                                        |                   | QUI ABITAVA RENZO FUBINI NATO 1904 ARRESTATO 7.2.1944 DEPORTATO 16.5.1944 AUSCHWITZ ASSASSINATO                                                   | Renzo Fubini - (Milano, 30 settembre 1904 - Auschwitz, 14 settembre 1944) |
| 15 gennaio 2016   | Via Filangieri 4 45°03′18.21″N 7°40′13.92″E                                                         |                   | QUI ABITAVA REMO JONA NATO 1900 ARRESTATO 7.12.1943 DEPORTATO 22.2.1944 AUSCHWITZ LIBERATO                                                        | Remo Jona - (Asti, 30 aprile 1900 - Lanzo, 18 dicembre 1954) |
| 15 gennaio 2016   | Via Filangieri 4 45°03′18.21″N 7°40′13.92″E                                                         |                   | QUI ABITAVA ILKA VITALE IN JONA NATA 1906 ARRESTATA 7.12.1943 DEPORTATA 22.2.1944 AUSCHWITZ ASSASSINATA 26.2.1944                                 | Ilka Vitale - (Torino, 17 febbraio 1906 - Auschwitz, 26 febbraio 1944) |
| 15 gennaio 2016   | Via Filangieri 4 45°03′18.21″N 7°40′13.92″E                                                         |                   | QUI ABITAVA RUGGERO ACHILLE RODOLFO JONA NATO 1932 ARRESTATO 7.12.1943 DEPORTATO 22.2.1944 AUSCHWITZ ASSASSINATO 26.2.1944                        | Ruggero Achille Rodolfo Jona - (Torino, 5 febbraio 1932 - Auschwitz, 26 febbraio 1944) |
| 15 gennaio 2016   | Via Filangieri 4 45°03′18.21″N 7°40′13.92″E                                                         |                   | QUI ABITAVA RAIMONDO LUIGI EUGENIO JONA NATO 1937 ARRESTATO 7.12.1943 DEPORTATO 22.2.1944 AUSCHWITZ ASSASSINATO 26.2.1944                         | Raimondo Luigi Eugenio Jona - (Torino, 13 gennaio 1937 - Auschwitz, 26 febbraio 1944) |
| 15 gennaio 2016   | Via Passalacqua 6 45°04′28.36″N 7°40′12.01″E                                                        |                   | QUI ABITAVA ITALA LATTES NATA 1886 ARRESTATA 17.10.1943 DEPORTATA 6.12.1943 AUSCHWITZ ASSASSINATA 14.12.1944                                      | Itala Lattes - (Torino, 1 febbraio 1886 - Auschwitz, 11 dicembre 1943). |
| 15 gennaio 2016   | Via Passalacqua 6 45°04′28.36″N 7°40′12.01″E                                                        |                   | QUI ABITAVA EDVIGE LATTES NATA 1881 ARRESTATA 17.10.1943 DEPORTATA 6.12.1943 AUSCHWITZ ASSASSINATA 11.12.1943                                     | Edvige Lattes - (Torino, 4 ottobre 1881 - Auschwitz, 11 dicembre 1943) |
| 15 gennaio 2016   | Via Passalacqua 6 45°04′28.36″N 7°40′12.01″E                                                        |                   | QUI ABITAVA LEONE LATTES NATO 1891 ARRESTATO 21.9.1943 DEPORTATO 30.1.1944 AUSCHWITZ ASSASSINATO                                                  | Leone Lattes - (Torino, 13 gennaio 1891 - Auschwitz, dopo ottobre 1944) |
| 15 gennaio 2016   | Corso Principe Oddone 21 45°04′49.33″N 7°40′14.59″E                                                 |                   | QUI ABITAVA ALBERTO MISSAGLIA NATO 1908 ARRESTATO 20.8.1944 DEPORTATO 17.9.1944 DACHAU ASSASSINATO 15.4.1945                                      | Alberto Missaglia - (Torino, 10 settembre 1908 - Dachau, 15 aprile 1945) |
| 15 gennaio 2016   | Corso Dante 90 45°02′46.2″N 7°40′44.55″E                                                            |                   | QUI ABITAVA IOLANDA MOMIGLIANO NATA 1902 ARRESTATA 3.12.1943 DEPORTATA 22.2.1944 AUSCHWITZ ASSASSINATA 26.2.1944                                  | Iolanda Momigliano - (Torino, 2 agosto 1902 - Auschwitz, 26 febbraio 1944) |
| 15 gennaio 2016   | Corso Dante 90 45°02′46.2″N 7°40′44.55″E                                                            |                   | QUI ABITAVA TULLIO SEGRE NATO 1924 ARRESTATO 3.12.1943 DEPORTATO 22.2.1944 AUSCHWITZ ASSASSINATO                                                  | Tullio Segre - (Torino, 1 giugno 1924 - Auschwitz, dopo 21 aprile 1944.) |
| 15 gennaio 2016   | Corso Dante 90 45°02′46.2″N 7°40′44.55″E                                                            |                   | QUI ABITAVA UGO SEGRE NATO 1892 ARRESTATO 3.12.1943 DEPORTATO 22.2.1944 AUSCHWITZ ASSASSINATO 26.2.1944                                           | Ugo Segre - (Torino, 18 novembre 1892 - Auschwitz, 26 febbraio 1944) |
| 15 gennaio 2016   | Corso Palestro 9 45°04′24.15″N 7°40′20.49″E                                                         |                   | QUI ABITAVA PILADE MOMIGLIANO NATO 1902 ARRESTATO 19.6.1944 DEPORTATO 2.8.1944 AUSCHWITZ ASSASSINATO 6.8.1944                                     | Pilade Momigliano - (Torino, 12 luglio 1880 - Auschwitz, 6 febbraio 1944.) |
| 15 gennaio 2016   | Via Saluzzo 19 45°03′33.47″N 7°40′45.1″E                                                            |                   | QUI ABITAVA RENATO ORTONA NATO 1915 ARRESTATO 3.2.1944 DEPORTATO 22.2.1944 AUSCHWITZ ASSASSINATO 5.5.1944                                         | Renato Ortona - (Torino, 8 ottobre 1915 - Auschwitz, 5 maggio 1944.) |
| 15 gennaio 2016   | Corso Vinzaglio 2 45°04′22.13″N 7°40′10.89″E                                                        |                   | QUI ABITAVA GIORGIO SACERDOTE NATO 1887 ARRESTATO 29.4.1944 DEPORTATO 2.8.1944 AUSCHWITZ ASSASSINATO                                              | Giorgio Sacerdote - (Torino, 24 maggio 1887 - Auschwitz, ????.) |
| 15 gennaio 2016   | Piazza Peyron 13 45°04′41.67″N 7°39′40.66″E                                                         |                   | QUI ABITAVA GIOVANNI ANTONIO VACCA NATO 1897 ARRESTATO 12.8.1944 DEPORTATO 5.10.1944 DACHAU ASSASSINATO BUCHENWALD                                | Giovanni Antonio Vacca - (Ovodda, 22 gennaio 1897 - Buchenwald, dopo il 6 febbraio 1945) |
| 15 gennaio 2016   | Corso Matteotti 31 45°04′02.52″N 7°40′15.67″E                                                       |                   | QUI ABITAVA GINO VOGHERA NATO 1889 ARRESTATO 18.3.1944 DEPORTATO 2.8.1944 AUSCHWITZ ASSASSINATO                                                   | Gino Voghera - (Padova, 24 maggio 1889 - ????, ????.) |
| 16 gennaio 2016   | Via Pagno 9 45°03′54.46″N 7°38′37.7″E                                                               |                   | QUI ITAVA GIUSEPPE BENETTON NATO 1905 ARRESTATO 17.2.1944 DEPORTATO 11.3.1944 MAUTHAUSEN ASSASSINATO 7.3.1945 EBENSEE                             | Giuseppe Benetton - (Padova, 10 marzo 1905 - Ebensee, 7 marzo 1945) |
| 16 gennaio 2016   | Via Chiesa della Salute 73 45°05′58.42″N 7°40′50.04″E                                               |                   | QUI ABITAVA VITTORIO CASNATI NATO 1910 ARRESTATO 3.3.1944 DEPORTATO 11.3.1944 MAUTHAUSEN ASSASSINATO 17.11.1944 GUSEN                             | Vittorio Casnati - (Buja, 17 agosto 1910 - Gusen, 17 novembre 1944) |
| 16 gennaio 2016   | Via Lauro Rossi 43 45°05′45.07″N 7°41′24.11″E                                                       |                   | QUI ABITAVA LUIGI FABBRIS NATO 1886 ARRESTATO 3.3.1944 DEPORTATO 18.3.1944 MAUTHAUSEN ASSASSINATO 30.4.1944 SCHWECHAT                             | Luigi Fabbris - (Bottrighe di Adria, l° settembre 1886 - Schwechat, 30 aprile 1944) |
| 16 gennaio 2016   | Via Spontini 26 45°05′35.94″N 7°41′55.02″E                                                          |                   | QUI ABITAVA RENATO FORLINO NATO 1913 ARRESTATO MARZO 1944 DEPORTATO 20.3.1944 MAUTHAUSEN, GUSEN II MORTO 12.6.1945                                | Renato Forlino - (Torino, 31 luglio 1913 - Linz, 12 giugno 1945) |
| 16 gennaio 2016   | Via San Domenico 0 45°03′05.86″N 7°40′54.2″E                                                        |                   | QUI ABITAVA GIUSEPPE GIROTTI NATO 1905 ARRESTATO 29.8.1944 DEPORTATO 9.10.1944 DACHAU ASSASSINATO 1.4.1945                                        | Giuseppe Girotti - (Alba, 19 luglio 1905 - Dachau, 1 aprile 1945.) |
| 16 gennaio 2016   | Via Martorelli 100 45°06′00.46″N 7°41′39.17″E                                                       |                   | QUI ABITAVA MICHELE TABOR NATO 1886 ARRESTATO MARZO 1944 DEPORTATO 11.3.1944 MAUTHAUSEN ASSASSINATO 27.6.1944 EBENSEE                             | Michele Tabor - (Mondovì, 1 settembre 1886 - Ebensee, 27 giugno 1944) |
| 17 gennaio 2017   | Via San Domenico 1 45°04′27.4″N 7°40′54.11″E                                                        |                   | QUI ABITAVA FERNANDO BAGATIN NATO 1924 ARRESTATO SETTEMBRE 1943 DEPORTATO 19.12.1944 MAUTHAUSEN ASSASSINATO 7.4.1945 GUSEN PERG                   | Ferdinando Bagatin - (Saint-Maurice sur Seine, 8 settembre 1924 - Gusen, 17 aprile 1945) |
| 17 gennaio 2017   | Via Aosta 29 45°05′03.62″N 7°41′27.29″E                                                             |                   | QUI ABITAVA RINALDO CORIO NATO 1914 ARRESTATO OTTOBRE 1944 DEPORTATO 1.2.1945 MAUTHAUSEN ASSASSINATO 19.4.1945 GUSEN                              | Rinaldo Corio - (Torino, 19 settembre 1914 - Gusen, 19 aprile 1945) |
| 17 gennaio 2017   | Corso Palermo 86 45°05′09.46″N 7°41′35.93″E                                                         |                   | QUI ABITAVA GUIDO GRAZIADIO FOA NATO 1936 ARRESTATO 22.12.1943 DEPORTATO 22.2.1944 AUSCHWITZ ASSASSINATO 26.2.1944                                | Guido Graziadio Foa - (Torino, 3 agosto 1936 - Auschwitz, 26 febbraio 1944) |
| 17 gennaio 2017   | Corso Fiume 16 45°03′23.56″N 7°41′43.54″E                                                           |                   | QUI ABITAVA PACIFICO FOA NATO 1905 ARRESTATO 22.7.1944 DEPORTATO 2.8.1944 AUSCHWITZ ASSASSINATO 6.8.1944                                          | Pacifico Foa - (Cuneo, 26 dicembre 1905 - Auschwitz, 6 agosto 1944) |
| 17 gennaio 2017   | Via Parini 8 45°03′53.82″N 7°40′32.79″E                                                             |                   | QUI HA STUDIATO FRANCO TEDESCHI NATO 1922 ARRESTATO 28.2.1944 DEPORTATO 5.4.1944 AUSCHWITZ ASSASSINATO 19.3.1945 MAUTHAUSEN                       | Franco Tedeschi |
| 17 gennaio 2017   | Via Parini 8 45°03′53.82″N 7°40′32.79″E                                                             |                   | QUI HA STUDIATO VIRGINIA MONTALCINI NATA 1920 ARRESTATA 23.1.1944 DEPORTATA 30.1.1944 AUSCHWITZ ASSASSINATA 6.2.1944                              | Virginia Montalcini |
| 17 gennaio 2017   | Via della Consolata 8 45°04′31.85″N 7°40′40.26″E                                                    |                   | QUI ABITAVA ADUA NUNES NATO 1902 ARRESTATO 21.3.1943 DEPORTATA AUSCHWITZ ASSASSINATA GEN. 1945 DACHAU                                             | Adua Nunes |
| 17 gennaio 2017   | Via Principessa Clotilde 74 45°04′59.69″N 7°39′42.13″E                                              |                   | QUI ABITAVA LUIGI ROSSI NATO 1903 ARRESTATO 30.9.1944 DEPORTATO 14.12.1944 MAUTHAUSEN ASSASSINATO 26.2.1945 MELK                                  | Luigi Rosso |
| 17 gennaio 2017   | Via Borg Pisani 29 45°03′39.28″N 7°38′54.59″E                                                       |                   | QUI ABITAVA FELICE SCARINGELLA NATO 1907 ARRESTATO 4.3.1944 DEPORTATO 11.3.1944 MAUTHAUSEN ASSASSINATO 10.6.1944 EBENSEE                          | Felice Scaringella |
| 17 gennaio 2017   | Piazza Giambattista Bodoni (Conservatorio) 45°03′46.87″N 7°41′04.06″E                               |                   | QUI HA STUDIATO LEONE SINIGAGLIA NATO 1868 PERSEGUITATO LEGGI RAZZIALI ITALIANE 1938 MORTO ALL'ARRESTO 16.5.1944 TORINO                           | Leone Sinigaglia |
| 17 gennaio 2017   | Corso Racconigi 196 45°03′26.01″N 7°38′50.18″E                                                      |                   | QUI ABITAVA CARLO STRATTA NATO 1911 ARRESTATO 4.3.1944 DEPORTATO 11.3.1944 MAUTHAUSEN ASSASSINATO 13.11.1944 HARTHEIM                             | Carlo Stratta |
| 17 gennaio 2017   | Corso De Gasperi 14 45°03′28.37″N 7°39′43.83″E                                                      |                   | QUI ABITAVA GEMMA VITALE IN SERVADIO NATA 1878 ARRESTATA 23.5.1944 DEPORTATA 26.6.1944 AUSCHWITZ ASSASSINATA 30.6.1944                            | Gemma Vitale in Servadio |
| 17 gennaio 2017   | Corso De Gasperi 14 45°03′28.37″N 7°39′43.83″E                                                      |                   | QUI ABITAVA SARA LEVI IN VITALE NATA 1855 ARRESTATA 23.5.1944 DEPORTATA 26.6.1944 AUSCHWITZ ASSASSINATA 30.6.1944                                 | Sara Levi in Vitale |
| 18 gennaio 2017   | Corso Marconi, 7 45°03′24.71″N 7°40′42.38″E                                                         |                   | QUI ABITAVA FRANCO LEVI NATO 1910 ARRESTATO SETTEMBRE 1944 DEPORTATO 24.10.1944 AUSCHWITZ ASSASSINATO                                             | Franco Levi |
| 18 gennaio 2017   | Via San Quintino, 30 45°04′01.23″N 7°40′14.28″E                                                     |                   | QUI ABITAVA MARCO OTTOLENGHI NATO 1878 ARRESTATO 26.8.1944 DEPORTATO 28.10.1944 AUSCHWITZ MORTO 3.3.1945                                          | Marco Ottolenghi |
| 18 gennaio 2017   | Corso Sommeiller, 25 45°03′20.74″N 7°40′13.5″E                                                      |                   | QUI ABITAVA GIORGIO OTTOLENGHI NATO 1909 ARRESTATO 11.12.1943 DEPORTATO 30.1.1944 AUSCHWITZ ASSASSINATO                                           | Giorgio Ottolenghi |
| 18 gennaio 2017   | Corso Sommeiller, 25 45°03′20.74″N 7°40′13.5″E                                                      |                   | QUI ABITAVA GIACOMO OTTOLENGHI NATO 1897 ARRESTATO 11.12.1943 DEPORTATO 30.1.1944 AUSCHWITZ ASSASSINATO                                           | Giacomo Ottolenghi |
| 18 gennaio 2017   | Via Vigliani, 172 45°01′01.64″N 7°39′11.06″E                                                        |                   | QUI ABITAVA GIOVANNI RONCAGLIO NATO 1902 ARRESTATO 2.2.1945 DEPORTATO 4.2.1945 MAUTHAUSEN ASSASSINATO 26.3.1945 GUSEN                             | Giovanni Roncaglio |
| 18 gennaio 2018   | Corso Spezia, 55 45°02′12.53″N 7°40′28.61″E                                                         |                   | QUI ABITAVA GIOVANNI BINI NATO 1883 DEPORTATO 20.3.1944 MAUTHAUSEN-GUSEN ASSASSINATO 7.2.1945                                                     | Giovanni Bini |
| 18 gennaio 2018   | Via Stampatori, 4 45°04′22.85″N 7°40′43.4″E                                                         |                   | QUI ABITAVA EMANUELE BALBO BERTONE DI BREME NATO 1896 ARRESTATO 19.9.1943 DEPORTATO LAGER SCHOKKEN 64Z E THORN XXA ASSASSINATO 28.1.1945 SCHELKOW | Emanuele Balbo Bertone |
| 18 gennaio 2018   | Via Principe Tommaso 11 45°03′32.76″N 7°40′57.37″E                                                  |                   | QUI ABITAVA MOISÉ ADOLFO CREMISI NATO 1874 ARRESTATO MARZO 1944 DEPORTATO 16.5.1944 AUSCHWITZ ASSASSINATO 23.5.1944                               | Moisé Adolfo Cremisi |
| 18 gennaio 2018   | Via Parma, 24 45°04′45.18″N 7°41′31.78″E                                                            |                   | QUI ABITAVA FRANCO GALLINA NATO 1925 ARRESTATO MAGGIO 1944 DEPORTATO BITTERFELD SOPRAVVISSUTO                                                     | Franco Gallina |
| 18 gennaio 2018   | Corso Vittorio Emanuele II, 70 45°03′51.99″N 7°40′29.92″E                                           |                   | QUI ABITAVA UMBERTO NIZZA NATO 1893 ARRESTATO 3.11.1943 DEPORTATO 6.12.1943 AUSCHWITZ ASSASSINATO                                                 | Umberto Nizza |
| 18 gennaio 2018   | Via Giuseppe Mazzini, 33 45°03′40.58″N 7°41′19.47″E                                                 |                   | QUI ABITAVA REMO OBBERMITO NATO 1922 ARRESTATO 1943 DEPORTATO ZÖSCHEN ASSASSINATO 7.2.1945                                                        | Remo Obbermito |
| 18 gennaio 2018   | Corso Fiume, 17 45°03′24.99″N 7°41′44.37″E                                                          |                   | QUI ABITAVA TEODORO SACERDOTE NATO 1859 ARRESTATO 17.4.1944 DEPORTATO MORTO 7.6.1944 FOSSOLI                                                      | Teodoro Sacerdote |
| 18 gennaio 2018   | Corso Fiume, 17 45°03′24.99″N 7°41′44.37″E                                                          |                   | QUI ABITAVA ROSETTA FUBINI IN SACERDOTE NATA 1866 ARRESTATA 17.4.1944 DEPORTATA 26.6.1944 AUSCHWITZ ASSASSINATA 30.6.1944 DACHAU                  | Rosetta Fubini in Sacerdote |
| 22 gennaio 2019   | Via Vigone, 54 45°03′57.18″N 7°39′13.51″E                                                           |                   | QUI ABITAVA LUIGI BACHI NATO 1875 ARRESTATO 3.11.1944 DEPORTATO 14.12.1944 ASSASSINATO 30.1.1945 FLOSSENBÜRG                                      | Luigi Bachi |
| 22 gennaio 2019   | Via Garibaldi, 53 45°04′29.55″N 7°40′28.19″E                                                        |                   | QUI ABITAVA LIVIA DEUTSCHOVA NATA 1924 ARRESTATA 07.06.1944 DEPORTATA AUSCHWITZ LIBERATA                                                          | Livia Deutschova |
| 22 gennaio 2019   | Corso Vittorio Emanuele II, 40 45°03′40.99″N 7°41′00.17″E                                           |                   | QUI ABITAVA RAFFAELLO FILIPPO FOA NATO 1860 ARRESTATO 21.07.1944 DEPORTATO 02.08.1944 AUSCHWITZ ASSASSINATO 06.08.1944                            | Raffaele Filippo Foa |
| 22 gennaio 2019   | Via della Consolata, 1 bis 45°04′26.35″N 7°40′35.78″E                                               |                   | QUI ABITAVA GIUSEPPE ABRAMO LEVI NATO 1896 ARRESTATO 07.08.1944 DEPORTATO 24.10.1944 AUSCHWITZ ASSASSINATO 25.12.1944                             | Giuseppe Abramo Levi |
| 22 gennaio 2019   | Corso Spezia, 55 45°02′12.53″N 7°40′28.61″E                                                         |                   | QUI ABITAVA ENRICO MELLANO NATO 1902 ARRESTATO MARZO 1944 DEPORTATO MAUTHAUSEN ASSASSINATO 23.4.1945                                              | Enrico Mellano |
| 22 gennaio 2019   | Piazza Vittorio Veneto, 13 45°03′55.24″N 7°41′44.32″E                                               |                   | QUI ABITAVA LUIGI SCALA NATO 1905 ARRESTATO 2.12.1943 DEPORTATO 2.2.1944 MAUTHAUSEN MORTO 21.7.1945                                               | Luigi Scala |
| 22 gennaio 2019   | Via Duchessa Jolanda, 27 bis 45°04′30.26″N 7°39′31.79″E                                             |                   | QUI STUDIAVA ABRAMO SEGRE NATO 1920 ARRESTATO 25.10.1943 DEPORTATO 6.12.1943 AUSCHWITZ ASSASSINATO FEB. 1945                                      | Abramo Segre |
| 22 gennaio 2019   | Via Duchessa Jolanda, 27 bis 45°04′30.26″N 7°39′31.79″E                                             |                   | QUI ABITAVA ROSA SEGRE NATA 1922 ARRESTATA 25.10.1943 DEPORTATA 06.12.1943 AUSCHWITZ ASSASSINATA                                                  | Rosa Segre |
| 22 gennaio 2019   | Via Fontanesi, 38 45°04′25.24″N 7°42′33.4″E                                                         |                   | QUI ABITAVA ALDO MOMIGLIANO NATO 1894 ARRESTATO MARZO 1944 DEPORTATO FLOSSENBÜRG ASSASSINATO 29.12.1944                                           | Aldo Momigliano |
| 22 gennaio 2019   | Via Fontanesi, 38 45°04′25.24″N 7°42′33.4″E                                                         |                   | QUI ABITAVA DANTE ABRAMO LEVI NATO 1897 ARRESTATO 25.09.1944 DEPORTATO FLOSSENBÜRG ASSASSINATO 24.02.1945                                         | Dante Momigliano |
| 22 gennaio 2019   | Via San Donato, 27 45°04′47.49″N 7°39′55.42″E                                                       |                   | QUI ABITAVA VITTORIO STACCIONE NATO 1904 ARRESTATO 12.3.1944 DEPORTATO 20.3.1944 MAUTHAUSEN ASSASSINATO 16.3.1945 GUSEN                           | Vittorio Staccione |
| 22 gennaio 2019   | Corso Regina Margherita, 89 45°04′24.1″N 7°41′34.88″E                                               |                   | QUI ABITAVA CELESTINA MUGGIA IN SACERDOTE NATA 1870 ARRESTATA 28.03.1944 DEPORTATA 16.03.1944 AUSCHWITZ ASSASSINATA 23.05.1944                    | Celestina Muggia in Sacerdote |
| 22 gennaio 2019   | Corso Regina Margherita, 89 45°04′24.1″N 7°41′34.88″E                                               |                   | QUI ABITAVA BICE SACERDOTE IN TEDESCHI NATA 1893 ARRESTATA 28.03.1944 DEPORTATA 16.05.1944 AUSCHWITZ ASSASSINATA 23.05.1944                       | Bice Sacerdote in Tedeschi |
| 22 gennaio 2019   | Corso Regina Margherita, 89 45°04′24.1″N 7°41′34.88″E                                               |                   | QUI ABITAVA NATALIA TEDESCHI NATA 1922 ARRESTATA 28.03.1944 DEPORTATA 16.05.1944 AUSCHWITZ LIBERATA                                               | Natalia Tedeschi |
| 22 gennaio 2019   | Corso Regina Margherita, 89 45°04′24.1″N 7°41′34.88″E                                               |                   | QUI ABITAVA VITTORIO TEDESCHI NATO 1915 ARRESTATO 27.01.1944 DEPORTATO 05.04.1944 AUSCHWITZ ASSASSINATO 25.04.1945                                | Vittorio Tedeschi |
| 14 gennaio 2020   | Corso Alessandro Tassoni, 15 45°04′39.84″N 7°39′21.12″E                                             |                   | QUI STUDIAVA MARISA ANCONA NATA 1926 ARRESTATA 14.2.1944 DEPORTATA 4.4.1944 AUSCHWITZ ASSASSINATA BERGEN-BELSEN                                   | Marisa Ancona |
| 14 gennaio 2020   | Via Piazzi, 3 45°03′25.19″N 7°39′43.06″E                                                            |                   | QUI ABITAVA WANDA DEBORA FOA NATA 1914 ARRESTATA 8.12.1943 DEPORTATA 30.1.1944 AUSCHWITZ ASSASSINATA 6.2.1944                                     | Wanda Debora Foà Colombo |
| 14 gennaio 2020   | Via Piazzi, 3 45°03′25.19″N 7°39′43.06″E                                                            |                   | QUI ABITAVA ELENA COLOMBO NATA 1933 ARRESTATA 25.3.1944 DEPORTATA 5.4.1944 AUSCHWITZ ASSASSINATA 10.4.1944                                        | Elena Colombo |
| 14 gennaio 2020   | Via Piazzi, 3 45°03′25.19″N 7°39′43.06″E                                                            |                   | QUI ABITAVA ALESSANDRO COLOMBO NATO 1895 ARRESTATO 8.12.1943 DEPORTATO 30.1.1944 AUSCHWITZ ASSASSINATO 30.11.1944                                 | Alessandro Colombo |
| 14 gennaio 2020   | Via Franco Bonelli, 4 45°04′32.99″N 7°40′52.82″E                                                    |                   | QUI ABITAVA TRANQUILLO SARTORE NATO 1904 ARRESTATO 4.3.1944 DEPORTATO 6.3.1944 MAUTHAUSEN ASSASSINATO 6.4.1944 EBENSEE                            | Tranquillo Sartore |
| 14 gennaio 2020   | Via Pianezza, 10 45°05′17.67″N 45°05′17.67″E                                                        |                   | QUI ABITAVA FRANCESCO STACCIONE STACCIONE NATO 1894 ARRESTATO 5.3.1944 DEPORTATO 8.3.1944 MAUTHAUSEN ASSASSINATO 27.3.1945 GUSEN                  | Francesco Staccione |
| 27 gennaio 2021   | Corso Vercelli, 121 45°05′45.83″N 7°41′29.73″E                                                      |                   | QUI ABITAVA GIOVANNI VITTONE NATO 1909 ARRESTATO 25.5.1944 DEPORTATO 5.9.1944 FLOSSENBÜRG ASSASSINATO APR. 1945 KAUFERING                         | Giovanni Vittone (Torino, 30 aprile 1909 - Kaufering, ??? aprile 1945), partigiano, figlio di Luigi e Caterina Embargo. Comunista confinato a Stigliano nel 1940, dopo l'armistizio dell'8 settembre 1943 entra nelle file delle Brigate Garibaldi. Arrestato in casa il 25 maggio 1944, trasferito a Bolzano, quindi il 5 settembre deportato nel Reich con destinazione Flossenbürg, matricola 21823, classificato "Schutz" – (Schutzhäftlinge). Muore a Kaufering, nell'aprile 1945. |
| 27 gennaio 2021   | Via Eusebio Bava, 43 45°04′10.78″N 7°42′08.49″E                                                     |                   | QUI ABITAVA ORAZIO VIANA NATO 1914 ARRESTATO 5.1.1944 DEPORTATO 18.2.1944 MAUTHAUSEN ASSASSINATO 4.2.1945 GUSEN                                   | Orazio Viana (Torino, 21 maggio 1914 - Gusen, 4 febbraio 1945), partigiano, figlio di Francesco e Maddalena Viana, litografo. Dopo l'armistizio dell'8 settembre 1943 entra nelle file di una Brigata in Val di Susa diventandone vice comandante. L’8 gennaio del 1944 è catturato a Condove con altri sei partigiani e condotto nella sede della Gestapo a Torino dove subisce torture durante gli interrogatori. Il 18 febbraio 1944 è sul convoglio diretto a Mauthausen. Immatricolato 53464, classificato "Schutz" – (Schutzhäftlinge), muore a Gusen il 4 febbraio 1945. |
| 27 gennaio 2021   | Via San Francesco da Paola, 46 45°03′41.6″N 7°41′02.43″E                                            |                   | QUI ABITAVA ELENA BASEVI NATA 1913 ARRESTATO 31.8.1944 DEPORTATO 24.10.1944 AUSCHWITZ ASSASSINATA 15.3.1945 BERGEN-BELSEN                         | Elena Basevi (Torino, 29 agosto 1913 - Bergen-Belsen, 15 marzo 1945), figlia di Giuseppe e Fanny Ariani, coniugata con Ernesto Maggio. Subisce le persecuzioni antiebraiche fino all'arresto dell'agosto 1944, detenuta alle carceri Le Nuove quindi trasferita a Bolzano a cui segue la deportazione nel Reich con destinazione Auschwitz dove giunge il 28 ottobre 1944. Muore il 15 marzo 1945 probabilmente nel corso di una delle tante Marce della morte. |
| 27 gennaio 2021   | Corso Giacomo Matteotti, 53 45°04′08.32″N 7°39′59.03″E                                              |                   | QUI ABITAVA LUIGI JONA NATO 1902 ARRESTATO 1943 DEPORTATO 6.12.1943 AUSCHWITZ ASSASSINATO 27.2.1944                                               | Luigi Jona (Asti, 11 ottobre 1902 - Auschwitz, 27 febbraio 1944), figlio di Rodolfo e Rosa Emilia Segre, laureatosi in Giurisprudenza, nel 1932 si iscrive al PNF, nel 1937 diventa notaio, ma a seguito dell'emanazione delle leggi razziali fasciste oltre all'espulsione dal PNF subisce le angherie antisemite fino all'arresto dell'autunno 1943. Dalle carceri Le Nuove a San Vittore di Milano dal cui Binario 21 il 6 dicembre è deportato ad Auschwitz. Non avendo più alcun sua notizia, il 2 luglio del 1956 il Tribunale di Torino ne decreta la presunta morte al 27 febbraio 1944. |
| 27 gennaio 2021   | Via Luigi Cibrario. 104 45°04′58.58″N 7°39′08.26″E                                                  |                   | QUI ABITAVA CESARE ARNOFFI NATO 1900 ARRESTATO 17.1.1945 DEPORTATO 1.2.1945 MAUTHAUSEN ASSASSINATO 17.4.1945 EBENSEE-SOLVAY                       | Cesare Arnoffi (Torino, 19 ottobre 1900 - Ebensee, 17 aprile 1945), partigiano della "104ª Brigata Garibaldi Ia Divisione", è arrestato il 17 gennaio 1945 e trasferito a Bolzano prima della deportazione nel Reich del 1º febbraio 1945, con destinazione Mauthausen insieme al figlio Giovanni. Matricola 126019, classificato "Schutz" – (Schutzhäftlinge), muore il 17 aprile 1945 a Ebensee. |
| 27 gennaio 2021   | Via Luigi Cibrario. 104 45°04′58.58″N 7°39′08.26″E                                                  |                   | QUI ABITAVA GIOVANNI ARNOFFI NATO 1927 ARRESTATO 1944 DEPORTATO 1.2.1945 MAUTHAUSEN ASSASSINATO 5.5.1945 GUSEN                                    | Giovanni Arnoffi (Torino, 2 luglio 1927 - Gusen, 5 maggio 1945), figlio di Cesare Arnoffi dopo l'armistizio dell'8 settembre 1943 come il padre entra nelle file della Resistenza tra gli uomini della "104ª Brigata Garibaldi Ia Divisione" conseguendo il grado di Comandante di squadra. Arrestato nel dicembre 1944, segue il destino tragico del padre: dal campo di Bolzano è deportato a Mauthausen, matricola 126020, con classificazione "Schutz" – (Schutzhäftlinge) a cui segue Gusen, dove muore il 5 maggio 1945. |
| 27 gennaio 2021   | Corso Regina Margherita, 128 ex caserma del Comando dei Vigili del Fuoco 45°04′34.71″N 7°41′08.53″E |                   | QUI LAVORAVA FRANCESCO AIME NATO 1922 ARRESTATO 13.3.1944 DEPORTATO 16.3.1944 MAUTHAUSEN LIBERATO MORTO 15.5.1945                                 | Francesco Aime (Torino, 27 gennaio 1922 - Florisdorf, 15 maggio 1945), figlio di Massimo e Caterina Colombo, meccanico. Vigile del fuoco volontario, nel febbraio del 1944 aderisce alla Resistenza con il nome di battaglia “Francesco” nelle file della "XIa Brigata Garibaldi, IIa Divisione". Un mese dopo subisce l'arresto e dopo il transito dalla Caserma Umberto I° di Bergamo, il 17 marzo è deportato a Mauthausen, dove giunge il 20, transitando per Verona, Tarvisio e Villach. Matricola 58658, con classificazione "Schutz" – (Schutzhäftlinge) in seguito è trasferito a Schwechat-Florisdorf, nella cui infermeria muore il 15 maggio 1945. |
| 27 gennaio 2021   | Corso Regina Margherita, 128 ex caserma del Comando dei Vigili del Fuoco 45°04′34.71″N 7°41′08.53″E |                   | QUI LAVORAVA GIOVANNI BRICCO NATO 1916 ARRESTATO 24.10.1944 DEPORTATO 14.12.1944 MAUTHAUSEN LIBERATO                                              | Giovanni Bricco (Torino, 4 ottobre 1916 - Torino, ??? 1968), partigiano, figlio di Giacinto e Rosa Felisio, meccanico. Vigile del fuoco volontario nel dicembre 1943 entra nella Resistenza, organizzando i colleghi in una tra le più combattive formazioni SAP di Torino. Arrestato in seguito a delazione il 24 ottobre 1944, dopo il transito dal campo di Bolzano è deportato a Mauthausen giungendo a destinazione il 19 dicembre, matricola 113917, classifato "Schutz" – (Schutzhäftlinge). Giovanni sopravvive alla prigionia ma le sue condizioni di salute sono pesantemente minate. Rimpatriato, riprende servizio. Muore nel 1968. |
| 12 gennaio 2022   | Via Nizza, 340 45°01′23.89″N 7°39′49.03″E                                                           |                   | QUI ABITAVA GIOVANNI MONTRUCCHIO NATO 1904 ARRESTATO 19.10.1943 DEPORTATO 1944 MAUTHAUSEN ASSASSINATO 18.4.1945 GUSEN                             | Giovanni Montrucchio (Torino, 1 novembre 1904 - Gusen, 18 aprile 1945), antifascista, figlio di Domenico, coniugato con Maria Boccardo. Comunista, la sua opposizione al fascismo gli costa il carcere tra il 1930 e il 1935. Dopo l'armistizio dell'8 settembre 1943 entra nelle file della "4ª Brigata Garibaldi-1ª Divisione" col nome di "Boris", provvedendo alla raccolta fondi e compiendo opera di policizzazione tra i lavoratori. Organizzatore degli scioperi del marzo '43 è arrestato il 19 ottobre e detenuto alle Le Nuove prima della deportazione nel Reich del 13 gennaio 1944 con destinazione Mauthausen. Matricola 42294, classificato "Schutz" – (Schutzhäftlinge), trasferito in seguito a Gusen, muore al campo il 18 aprile 1945.                                                               |
| 12 gennaio 2022   | Corso Sommeiller, 31 45°03′22.76″N 7°40′11.07″E                                                     |                   | QUI ABITAVA ORESTE EZECHIELE LEVI NATO 1885 ARRESTATO 19.6.1944 DEPORTATO 1944 AUSCHWITZ ASSASSINATO                                              | Osvaldo Ezechiele Levi (Dogliani, 4 aprile 1885 - ???, ???), ebreo, figlio di Donato e Diamante Cassin, celibe, ragioniere di prefettura. È arrestato il 19 giugno 1944 a Intragna, su delazione, detenuto alle Le Nuove, quindi Bolzano da dove il 24 ottobre è deportato nel Reich con destinazione Auschwitz. Non sopravvive alla Shoah. |
| 12 gennaio 2022   | Via Accademia Albertina, 37 45°03′38.81″N 7°41′06.39″E                                              |                   | QUI ABITAVA ENRICHETTA RIMINI NATA 1887 ARRESTATO 15.12.1943 DEPORTATA 1944 AUSCHWITZ ASSASSINATA                                                 | Enrichetta Rimini (Donnaz, 25 settembre 1887 - Auschwitz-Birkenau, 31 gennaio 1944), figlia di Augusto ed Elena Sacerdote, famiglia ebrea benestante, coniugata con Abramo Fubini, un figlio Mario Augusto Fubini insieme al quale è arrestata alla frontiera italo-svizzera il 15 dicembre 1943. Detenuta prima a Varese quindi San Vittore a Milano prima della deportazione nel Reich dal Binario 21 del 30 gennaio 1944 con destinazione Auschwitz-Birkenau. Non sopravvive alla Shoah. |
| 12 gennaio 2022   | Via Accademia Albertina, 37 45°03′38.81″N 7°41′06.39″E                                              |                   | QUI ABITAVA ALDO FUBINI NATO 1898 ARRESTATO 15.8.1944 DEPORTATO AUSCHWITZ ASSASSINATO 28.10.1944                                                  | Aldo Fubini (Torino, 15 febbraio 1898 - Auschwitz, 28 ottobre 1944), ebre, figlio di Abramo ed Eugenia Ovazza, commerciante, coniugato con Ida Marietta Lattes, due figli. Arrestato a Torino il 15 agosto 1944 dai fascisti, detenuto presso Le Nuove successivamente trasferito a Bolzano a cui fa seguito la deportazione ad Auschwitz dove giunge il 28 ottobre 1944. Assassinato all'arrivo al campo. |
| 12 gennaio 2022   | Via Accademia Albertina, 37 45°03′38.81″N 7°41′06.39″E                                              |                   | QUI ABITAVA MARIO AUGUSTO FUBINI NATO 1915 ARRESTATO 15.12.1943 DEPORTATO 1944 AUSCHWITZ ASSASSINATO                                              | Mario Augusto Fubini (Torino, 26 aprile 1915- Auschwitz-Birkenau, 28 febbraio 1945), ebreo, figlio di Abramo ed Enrichetta Rimini, studente. Arrestato insieme alla madre alla frontiera italo-svizzera il 15 dicembre 1943. Detenuto prima a Varese quindi San Vittore a Milano prima della deportazione nel Reich dal Binario 21 del 30 gennaio 1944 con destinazione Auschwitz-Birkenau. Non sopravvive alla Shoah, presumibilmente morto in una delle tante Marce della morte in data presunta 28 febbraio 1945. |
| 12 gennaio 2022   | Via Carlo Alberto, 7 45°04′09.58″N 7°41′12.77″E                                                     |                   | QUI ABITAVA ALDO ACQUARONE NATO 1915 ARRESTATO 4.3.1944 DEPORTATO MAUTHAUSEN ASSASSINATO 1.12.1944                                                | Aldo Acquarone (Torino, 30 settembre 1915 - Harteim, 1 dicembre 1944), partigiano, figlio di Francesco e Giacinta Fantini, aiuto pasticciere. Aderisce al PNF nel 1937, in seguito ad infortunio si impiega alla FIAT SPA con la qualifica di magazziniere. Dopo l'armistizio dell'8 settembre 1943 entra nella Resistenza col nome di "Mirko" tra le file della "IVa brigata SAP". In seguito alla sua partecipazione allo sciopero del 4 marzo 1944 è arrestato il giorno stesso ed avviato alle Le Nuove prima del trasferimento a Fossoli e la deportazione, il giorno 8 marzo, con destinazione Mauthausen. All'arrivo immatricolato 56888, classificato "Schutz" – (Schutzhäftlinge). Risulta assassinato in camera a gas presso Harteim il 1º dicembre 1944.                                                      |
| 12 gennaio 2022   | Piazza Statuto, 13 45°04′32.82″N 7°40′14.37″E                                                       |                   | QUI ABITAVA CLAUDIO PESCAROLO NATO 1920 ARRESTATO 24.6.1944 DEPORTATO 1944 AUSCHWITZ ASSASSINATO                                                  | Claudio Pescarolo (Torino, 19 maggio 1920 - ???, ??), ebreo, figlio di Umberto ed Ernesta Sestrieri. Arresato dai fascisti il 24 giugno 1944 detenuto prima nel carcere di Torino e successivamente a San Vittore a Milano, dal cui Binario 21, il 2 agosto 1944, è deportato nel Reich destinato ad Auschwitz. Claudio Pescarolo risulta deceduto in luogo ignoto dopo il 22 gennaio 1945. |
| 12 gennaio 2022   | Via Saorgio, 21 45°05′46.73″N 7°40′52.18″E                                                          |                   | QUI ABITAVA GIULIO ARZILLI NATO 1903 ARRESTATO MARZO 1944 DEPORTATO MAUTHAUSEN ASSASSINATO 29.4.1944 EBENSEE                                      | Giulio Arzilli (Castagneto Carducci, 18 giugno 1903 - Ebensee, 29 aprile 1944), partigiano, comunista, figlio di Stefano e Annunziata Paperini, coniugato con Adonella Sarri, operaio presso le Ferriere Piemontesi, già schedato nel Casellario politico centrale. Dal 14 settembre 1943 è tra le file della "7ª Brigata SAP". Catturato a Torino tra il 4 e il 5 marzo 1944 nella rappresaglia conseguente lo sciopero generale di quei giorni è prima detenutto alle Le Nuove quindi trasferito a Fossoli da cui l'8 marzo è deportato nel Reich con destinazione Mauthausen. Matricola 56907, classificato "Schutz" – (Schutzhäftlinge) i seguito trasferito a Ebensee, dove muore il29 aprile 1944. |
| 12 gennaio 2023   | via Giuseppe Baretti, 31 45°03′21.47″N 7°39′55.9″E                                                  |                   | QUI ABITAVA EVELINA VALBREGA NATA 1907 ARRESTATA 23.12.1943 DEPORTATA 1944 AUSCHWITZ ASSASSINATA                                                  | Evelina Valbrega - (1907 - Auschwitz) |
| 12 gennaio 2023   | via Giuseppe Baretti, 31 45°03′21.47″N 7°39′55.9″E                                                  |                   | QUI ABITAVA ANSELMO JACHIA NATO 1934 ARRESTATO 23.12.1943 DEPORTATO 1944 AUSCHWITZ ASSASSINATO 3.08.1944                                          | Anselmo Jachia - (1934 - Auschwitz, 3 agosto 1944) |
| 12 gennaio 2023   | via Giuseppe Baretti, 31 45°03′21.47″N 7°39′55.9″E                                                  |                   | QUI ABITAVA ERCOLE JACHIA NATO 1936 ARRESTATO 23.12.1943 DEPORTATO 1944 AUSCHWITZ ASSASSINATO 3.08.1944                                           | Ercole Jachia - (1936 - Auschwitz, 3 agosto 1944) |
| 12 gennaio 2023   | via Giuseppe Baretti, 31 45°03′21.47″N 7°39′55.9″E                                                  |                   | QUI ABITAVA IDA JACHIA NATA 1937 ARRESTATA 23.12.1943 DEPORTATA 1944 AUSCHWITZ ASSASSINATA 3.08.1944                                              | Ida Jachia - (1937 - Auschwitz, 3 agosto 1944) |
| 12 gennaio 2023   | via Giuseppe Baretti, 31 45°03′21.47″N 7°39′55.9″E                                                  |                   | QUI ABITAVA PASQUA JACHIA NATA 1932 ARRESTATA 23.12.1943 DEPORTATA 1944 AUSCHWITZ ASSASSINATA 3.08.1944                                           | Pasqua Jachia - (1932 - Auschwitz, 3 agosto 1944) |
| 12 gennaio 2023   | Via Bava, 47 45°04′11.71″N 7°42′10.22″E                                                             |                   | QUI ABITAVA NICOLA BATTISTA NATO 1904 ARRESTATO 1944 DEPORTATO MAUTHAUSEN ASSASSINATO 3.11.1944 Gusen                                             | Nicola Battista - (1904 - Mauthausen, 3 novembre 1944 - Gusen) |
| 13 gennaio 2023   | Via Gaeta, 18 45°03′19.69″N 7°41′40.16″E                                                            |                   | QUI ABITAVA MARCO NORZI NATO 1918 ARRESTATO 19.12.1943 DEPORTATO 1944 AUSCHWITZ ASSASSINATO 6.2.1944                                              | Marco Norzi - (1918 - Auschwitz, 6 febbraio 1944) |
| 13 gennaio 2023   | Corso Guglielmo Marconi, 11 45°03′24.08″N 7°40′36.79″E                                              |                   | QUI ABITAVA VANDA MAESTRO NATA 1919 ARRESTATA 13.12.1943 DEPORTATO 1944 AUSCHWITZ ASSASSINATO 30.10.1944                                          | Vanda Maestro - (1919 - Auschwitz, 30 ottobre 1944) |
| 13 gennaio 2023   | Via San Pio V, 28 45°03′33.98″N 7°40′58.21″E                                                        |                   | QUI ABITAVA ISACCO COHEN NATO 1890 ARRESTATO 17.5.1944 DEPORTATO AUSCHWITZ ASSASSINATO 6.8.1944                                                   | Isacco Cohen - (1890 - Auschwitz, 6 agosto 1944) |
| 13 gennaio 2023   | Via Madama Cristina, 18 45°03′28.74″N 7°40′50.51″E                                                  |                   | QUI ABITAVA NELLA DELLA ROCCA NATA 1887 ARRESTATA 2.10.1944 DEPORTATO 1944 RAVENSBRUCK ASSASSINATO 30.12.1944                                     | Nella della Rocca - (1887 - Ravensbruck, 30 dicembre 1944) |
| 13 gennaio 2023   | Via Madama Cristina, 18 45°03′28.74″N 7°40′50.51″E                                                  |                   | QUI ABITAVA GINA SBRANA NATA 1915 ARRESTATA 2.10.1944 DEPORTATO RAVENSBRUCK ASSASSINATO 2.1.1945                                                  | Gina Sbrana - (1915 - Ravensbruck, 2 gennaio 1945) |
| 13 gennaio 2023   | Via Breglio, 38 45°05′55.99″N 7°40′43.79″E                                                          |                   | QUI ABITAVA VALENTINO MERLO NATO 1889 ARRESTATO 1944 DEPORTATO MAUTHAUSEN ASSASSINATO 29.09.1944                                                  | Valentino Merlo |
| 13 gennaio 2023   | Via Venaria, 97 45°06′40.66″N 7°39′19.63″E                                                          |                   | QUI ABITAVA BARTOLO GATTI NATO 1911 ARRESTATO 1944 DEPORTATO DACHAU ASSASSINATO 19.11.1944                                                        | Bortolo Gatti figlio di Giovanni Gatti e Giulia Buffoli, nato ad Iseo (BS) il 06/07/1911. Brigadiere dei Reali Carabinieri. Arrestato il 30/09/1944 insieme ad altri 49 militi unitisi alle brigate partigiane garibaldine - osovane in seguito alla soppressione nazista della Zona Libera del Friuli Orientale. Condotto in carcere a Udine, trasferito a Dachau il 05/10/1944; trasferito a Neuengamme il 23/10/1944; trasferito nel sottocampo di Ladelund (Alta Slesia) dove morirà il 19/11/1944. |
| 12 gennaio 2024   | Via Giulio Bizzozero, 24 45°02′13.52″N 7°40′02.4″E                                                  |                   | QUI ABITAVA ANTONIO LAZZARIN NATO 1912 ARRESTATO 1944 DEPORTATO 1944 MAUTHAUSEN ASSASSINATO 27.2.1945                                             | Antonio Lazzarin (Candiana, 8 maggio 1912 - Mauthausen, 27 febbraio 1944), figlio di Giovanni e Rosa Cavaletto, meccanico. Arrestato presumibilmente nel marzo 1944, è deportato nel Reich dopo un passaggio dalla Caserma Umberto I° di Bergamo dal cui Binario 1 parte il 17 marzo 1944 con destinazione Mauthausen. Matricola 58940, classificato "Schutz" – (Schutzhäftlinge), dopo il trasferimento a Gusen quindi Auschwitz, muore nell'infermeria di Mauthausen il 27 febbraio 1944. |
| 12 gennaio 2024   | Via Giuseppe Baretti, 31 45°03′24.71″N 7°41′00.38″E                                                 |                   | QUI ABITAVA IDA MORESCO NATA 1877 ARRESTATA 23.12.1943 DEPORTATA 1944 AUSCHWITZ ASSASSINATA 3.8.1944                                              | Ida Moresco (Livorno, 20 febbraio 1877 - Auschwitz, 3 agosto 1944), ebrea, figlia di Giacomo ed Eva del Mare, coniugata con Pacifico Valabrega, madre di 7 figli, tra i quali Umberto Valabrega che con lei condivide il tragico destino: entrambi vittime della Shoah. |
| 12 gennaio 2024   | Via Giuseppe Baretti, 31 45°03′24.71″N 7°41′00.38″E                                                 |                   | QUI ABITAVA UMBERTO VALABREGA NATO 1914 ARRESTATO 23.12.1943 DEPORTATO 1944 AUSCHWITZ ASSASSINATO                                                 | Umberto Valabrega (Torino, 16 luglio 1914 - Auschwitz, ???), ebreo, figlio di Pacifico e Ida Moresco, fattorino fino al 1943 quando con la madre, la sorella Evelina Valabrega e i di lei figli Pasqua, Anselmo, Ercolee Ida Jachia si trasferisce a Montagnana, dove subisce l'arrestato, con i familiari, il 23 dicembre 1943 ad opera dei militi della GNR. Trasferito al campo di Vo' Vecchio, quindi Padova, e dalle SS internato nella Risiera di San Sabba, da dove il 31 luglio 1944 è deportato insieme alla famiglia destinati ad Auschwitz. Ignota la data di morte di Umberto. Nessuno dei suoi familiari sopravvive alla Shoah. |
| 12 gennaio 2024   | Via Santa Teresa, 24 45°04′11.66″N 7°40′44.5″E                                                      |                   | QUI ABITAVA DONATO COLOMBO NATO 1863 ARRESTATO 25.11.1943 DEPORTATO AUSCHWITZ ASSASSINATO 11.12.1943                                              | Donato Colombo (Trinità, 11 agosto 1912 - Auschwitz, 16 settembre 1944), ebreo, figlio di Davide e Lattes Vittoria, avvocato, coniugato con Emma Ottolenghi. Nel 1943 per sfuggire i bombardamenti e le angherie dei fascisti da Torino si rifugiarono a Sanremo, ma finiscono nel rastrellamento del 25 novembre 1943 ad opera delle SS. Condotto nel carcere di Genova quindi San Vittore a Milano da dove il 6 dicembre, dal Binario 21 della Stazione Centrale è deportato nel Reich destinato ad Auschwitz. Soppresso all'arrivo al campo. |
| 12 gennaio 2024   | Via Santa Teresa, 24 45°04′11.66″N 7°40′44.5″E                                                      |                   | QUI ABITAVA EMMA OTTOLENGHI NATA 1866 ARRESTATA 25.11.1943 DEPORTATA AUSCHWITZ ASSASSINATA 11.12.1943                                             | Emma Ottolenghi (Acqui Terme, 1 dicembre 1866 - Auschwitz, 11 dicembre 1943), ebrea, figlia di Maurizio e Speranza Ottolenghi, coniugata con Donato Colombo, condivide il destino tragico del marito: nel 1943 per sfuggire i bombardamenti e le angherie dei fascisti da Torino si rifugiarono a Sanremo, ma finiscono nel rastrellamento del 25 novembre 1943 ad opera delle SS. Condotti nel carcere di Genova quindi San Vittore a Milano da dove il 6 dicembre, dal Binario 21 della Stazione Centrale sono deportati nel Reich destinati ad Auschwitz. Soppressi all'arrivo al campo. |
| 12 gennaio 2024   | Via Giuseppe Garibaldi, 31 45°04′24.66″N 7°40′42.21″E                                               |                   | QUI ABITAVA ARTURO BELTRANDO NATO 1900 ARRESTATO 17.11.1943 DEPORTATO 1944 MAUTHAUSEN MORTO 30.4.1945 BERGEN-BELSEN                               | Arturo Beltrando (Demonte, 5 dicembre 1900 - Bergen-Belsen, 30 aprile 1945), partigiano, figlio di Maurizio e Maria Sterchel, fratello di Lucia Beltrando, trasferitosi da Parigi a Torino nel 1936, sposa Margherita Peirano nel 1944. Dopo l'armistizio dell'8 settembre 1943 entra nella Resistenza tra le file della SAP "Matteotti" insieme alla sorella Lucia. Arrestati entrambi a Torino il 17 novembre del 1943, incarcerati a Le Nuove. Arturo il 13 gennaio è sul convoglio che lo deporta a Mauthausen. Matricola 42776, classificato "Pol" – (Politisch), trasferito a Flossenbürg quindi il 10 marzo a Bergen-Belsen dove muore il 30 aprile 1945. |
| 12 gennaio 2024   | Via Giuseppe Garibaldi, 31 45°04′24.66″N 7°40′42.21″E                                               |                   | QUI ABITAVA LUCIA BELTRANDO NATA 1902 ARRESTAT4 17.11.1943 DEPORTATA 1944 RAVENBRÜCK LIBERATA                                                     | Lucia Beltrando (Demonte, 13 dicembre 1902 - Torino, ??? 1970), partigiana, figlia di Maurizio e Maria Sterchel, sarta, sorella di Arturo Beltrando. Dopo l'armistizio dell'8 settembre 1943 entra nella Resistenza tra le file della SAP "Matteotti" insieme al fratello Arturo. Arrestati entrambi a Torino il 17 novembre del 1943, incarcerati a Le Nuove, Lucia nel giugno 1944 è deportata a Ravensbrück. Liberata l'8 giugno 1945. |
| 12 gennaio 2024   | Via Del Carmine, 24 45°04′36.86″N 7°40′20.02″E                                                      |                   | QUI ABITAVA NOÈ CLERINO NATO 1890 ARRESTATO 1944 DEPORTATO MAUTHAUSEN ASSASSINATO 19.9.1944                                                       | Noè Clerino (Carema, 10 gennaio 1890 - Castello di Harteim, 19 agosto 1944), antifascista, figlio di Pietro e Maria Clerino, muratore. Al suo rientro dalla Francia, nel 1927 è arrestato per propaganda antifascista e schedato nel Casellario Politico Centrale come comunista. Sposa Amelia Gabetti nel dicembre del 1929. Trasferitosi a Torino è arrestato il 5 marzo 1944e condotto alle Le Nuove, il giorno successivo trasferito a Fossoli da dove l'8 marzo è deportato nel Reich con destinazione Mauthausen, matricola 57065, quindi trasferito a Gusen. Muore nel Castello di Harteim, il 19 settembre 1944. |
| 12 gennaio 2024   | Via Beinasco, 9 45°05′10.89″N 7°40′48.35″E                                                          |                   | QUI ABITAVA GIUSEPPE GHIOTTI NATO 1916 ARRESTATO 19.6.1944 DEPORTATO 1944 FLOSSENBÜRG ASSASSINATO 14.1.1945                                       | Giuseppe Ghiotti (Torino, 30 aprile 1916 - Flossenbürg, 14 gennaio 1945), figlio di Agostino e Maria Campo, coniugato con Aventina Zerbone. Capitano di Fanteria del Regio Esercito Italiano, è arrestato ad Aosta dai militi della GNR affiancati dalle SS il 19 giugno 1944 col sospetto di una programmata azione di diserzione e passaggio alla Resistenza. Sottoposto con altri otto ufficiali al giudizio del Tribunale Straordinario Militare di Torino che ne decreta la detenzione a Bolzano da dove è successivamente deportato nel Reich con destinazione Flossenbürg dove giunge il 7 settembre 1944. Muore nel campo il 14 gennaio 1945. |
| 12 gennaio 2024   | Galleria San Federico 45°04′08.41″N 7°40′57.96″E                                                    |                   | QUI ABITAVA GIOVANNI BATTISTI NATO 1887 ARRESTATO MARZO 1944 DEPORTATO MAUTHAUSEN ASSASSINATO 5.5.1944                                            | Giovanni Battisti (Modena, 13 marzo 1887 - Mauthausen, 5 maggio 1944), figlio Cesare e Cristina Leonida, coniugato con Maria Borgnia, due figli. Arrestato il 2 agosto 1927 con alcuni colleghi della tipografia per stampa di volantini del PCd'I, schedato come comunista nel Casellario Politico Centrale. All'epoca dell'arresto, 12 marzo 1944, lavora come spedizioniere presso “La Stampa”. Il 13 marzo è sul convoglio che lo deporta nel Reich via Bergamo, Verona, Tarvisio e Villach con destinazione Mauthausen. Matricola 58697, classificato "Schutz" – (Schutzhäftlinge), ricoverato nell'infermeria del campo il 20 aprile, muore il 5 maggio 1944. |
| 23 gennaio 2025   | Corso Vercelli, 191 45°06′05.06″N 7°41′38.33″E                                                      |                   | QUI ABITAVA MAURO FINIGUERRA NATO 1892 ARRESTATO 1944 DEPORTATO 13.3.1944 MAUTHAUSEN ASSASSINATO 23.4.1944 GUSEN                                  | Mauro Finiguerra (Lavello, 28 aprile 1892 - Gusen, 23 aprile 1944), figlio di Vito e Antonia Fuggetta, trasferitosi a Torino nel 1919 sposa Rosa Mittoni, commerciante. Arrestato presumibilmente in conseguenza della partecipazione allo sciopero generale del marzo 1944, detenuto prima alle carceri " Le Nuove" a cui segue il trasferimento alla caserma Umberti I° di Bergamo ed infine deportato nel Terzo Reich con destinazione Mauthausen dove giunge il 20 marzo, matricola 58853. Classificato "Schutz" – (Schutzhäftlinge), trasferito al sottocampo di Gusen dove muore il 23 aprile 1944. |
| 23 gennaio 2025   | Corso Giulio Cesare, 46 45°05′07.55″N 7°41′21.99″E                                                  |                   | QUI ABITAVA CESARINA LEVI NATA 1882 ARRESTATA 21.12.1943 DEPORTATA 30.1.1944 AUSCHWITZ ASSASSINATA 6.2.1944                                       | Cesarina Levi (Moncalvo, 5 settembre 1882 - Auschwitz, 5 maggio 1944), figlia di Moise e Orsola Levi, coniugata con Augusto Cavalli, un figlio. Arrestata a Forte dei Marmi nel dicembre 1943, internata a Bagni di Lucca presso la struttura per ebrei ex Albergo Le Terme fino al 23 gennaio 1945, quando è trasferita al carcere di San Vittore di Milano da dove, il 30 gennaio, è deportata nel Reich con destinazione Auschwitz. Assassinata il giorno stesso del suo arrivo al campo, 6 febbraio 1945. |
| 23 gennaio 2025   | Via Porta Palatina, 17 45°04′26.51″N 7°41′01.38″E                                                   |                   | QUI ABITAVA GIOVANNI ABATI NATO 1901 ARRESTATO 5.3.1944 DEPORTATO 6.3.1944 MAUTHAUSEN ASSASSINATO 25.2.1945                                       | Giovanni Abati (Piombino, 10 novembre del 1901 - Mauthausen, 25 febbraio 1945), figlio di Paris ed Elisa Tinagli, coniugato con Maria Simoncin, tre figli. Anarchico già segnalato, è arrestato nel corso degli scioperi del marzo 1944, incarcerato alle "Le Nuove" prima del trasferimento al campo di Fossoli, da dove l'8 marzo è deportato nel Reich con destinazione Mauthausen, matricola n° 56885. Trasferito in seguito al sottocampo di Ebensee, muore il25 febbraio 1945. |
| 23 gennaio 2025   | Via Bellezia, 15 45°04′27.78″N 7°40′50.69″E                                                         |                   | QUI ABITAVA CESARE LEVI NATO 1882 ARRESTATO 1944 DEPORTATO 5.4.1944 AUSCHWITZ ASSASSINATO 10.4.1944                                               | Cesare Levi (Acqui Terme, 3 giugno del 1872 - Auschwitz, 10 aprile 1944), figlio di Samuele e Bona Levi, tipografo, celibe. Arrestato nel 1944, già settantaduenne, incarcetao alle "Le Nuove", quindi Fossoli da dove, il 5 aprile, è deportato nel Reich con destinazione Auschwitz dove giunge il 10 aprile 1944. Assassinato al suo arrivo al campo. |
| 23 gennaio 2025   | Via G.Verdi, 10 45°04′09.27″N 7°41′24.05″E                                                          |                   | QUI ABITAVA LUIGI OTTINO NATO 1924 ARRESTATO 9.1.1944 DEPORTATO 13.3.1944 MAUTHAUSEN ASSASSINATO 1945                                             | Luigi Ottino (Torino, 22 dicembre del 1924 - Mauthausen, ??? 1945), partigiano, figlio di Giovanni e Angela, dopo l'armistizio dell'8 settembre 1943, entra nella Resistenza col nome di battaglia "Gigi" dal 2 ottobre tra le file della "1ª Divisione Garibaldi, 4ª Brigata Garibaldi". Arrestato nel gennaio 1944, dalle carceri "Le Nuove" è trasferito il 14 marzo alla caserma "Umberto I°" di Bergamo dal cui Binario 1 della stazione cittadina parte il 17 per Mauthausen, matricola n° 59024, classificato "Schutz" – (Schutzhäftlinge). Muore al campo in data imprecisata. |
| 23 gennaio 2025   | Corso Galileo Ferraris 134 45°03′09.04″N 7°39′41.21″E                                               |                   | QUI ABITAVA ARTURO LEVI NATO 1918 ARRESTATO 27.10.1943 DEPORTATO 6.12.1943 AUSCHWITZ ASSASSINATO 20.2.1945 BUCHENWALD                             | Arturo Levi (Reggio Emilia, 14 maggio 1919 - Buchenwald, 20 febbraio 1945), figlio di Carlo, ufficiale del Regio Esercito e Amelia Camerini, due fratelli. Espulso dal Regio Liceo Alfieri di Torino alla promulgazione delle leggi razziste del 1938, inizia a lavorare. Dopo l'armistizio dell'8 settembre 1943, entra nella Resistenza collaborando con il servizio informazioni e rifornimento ai partigiani. È arrestato sul luogo di lavoro il 27 ottobre 1943 e incarcerato alle "Le Nuove" prima del trasferimento al "San Vittore" di Milano da dove, il 6 dicembre, dal Binario 21 della Stazione Centrale cittadina è deportato nel Reich con destinazione Auschwitz, matricola n° 168005. Il 26 gennaio 1945 in una delle tante marce della morte è trasferito a Buchenwald, dove muore il 20 febbraio 1945. |